# Megaphthiria poliodes
Megaphthiria poliodes är en tvåvingeart som först beskrevs av Hall 1976.  Megaphthiria poliodes ingår i släktet Megaphthiria och familjen svävflugor. Inga underarter finns listade i Catalogue of Life.